# Acerra
Acerra là một đô thị và cộng đồng (comune) ở tỉnh Napoli trong vùng Campania miền nam nước Ý.
Đô thị Acerra có diện tích ki lô mét vuông, dân số thời điểm năm 2001 là 45.688 người.
Đô thị này có các đơn vị dân cư (frazioni) sau:
Các đô thị giáp ranh: 